# Uviolglas
Uviolglas ist eine Glassorte mit einem hohen Anteil an Bariumphosphat sowie Chromdioxid. Es ist durchlässig für Ultraviolette Strahlen bis 250 nm. Es wurde von Eberhard Zschimmer (1873–1940) erfunden und bei der Schott AG in Jena hergestellt. Verbaut wird Uviolglas unter anderem in Gewächshäusern und Sanatorien bei der Lichttherapie. Es wird weiterhin in Objektiven astrophysikalischer Instrumente verwendet.
Uviol ist ein Kunstwort, das sich aus den Teilen Uv, der gängigen Abkürzung für Ultraviolette Strahlung, der ergänzenden Silbe viol, die ebenfalls dem Wort Ultraviolett entnommen ist, und Glas zusammensetzt.